# 弗羅格諾爾
弗羅格諾爾是伦敦西北部卡姆登區汉普斯特德的区域。弗羅格諾爾原是一条小路的名字，这条小路从芬奇利路上坡，道路在山頂的尽头止于汉普斯特德村（Hampstead village）以西。